# Planistromellaceae
Famille
Les Planistromellaceae sont une famille de champignons ascomycètes de la classe des Dothideomycetes. 

## Liste des genres
Selon Catalogue of Life (17 juillet 2015) :
- genre Comminutispora
- genre Diplochorella
- genre Eruptio
- genre Kellermania
- genre Loratospora
- genre Microcyclus
- genre Piptarthron
- genre Planistroma
- genre Planistromella
- genre Pseudosphaerella

## Liste des genres et espèces
Selon NCBI (17 juillet 2015) :
- genre Comminutispora
  - Comminutispora agavaciensis
- genre Kellermania
  - Kellermania agaves
  - Kellermania anomala
  - Kellermania confusa
  - Kellermania crassispora
  - Kellermania dasylirionicola
  - Kellermania dasylirionis
  - Kellermania macrospora
  - Kellermania micranthae
  - Kellermania nolinae
  - Kellermania nolinifoliorum
  - Kellermania plurilocularis
  - Kellermania pseudoyuccigena
  - Kellermania ramaleyae
  - Kellermania rostratae
  - Kellermania triseptata
  - Kellermania unilocularis
  - Kellermania uniseptata
  - Kellermania yuccifoliorum
  - Kellermania yuccigena
- genre Microcyclus
  - Microcyclus ulei